# Cuatro lunas
Pour plus de détails, voir Fiche technique et Distribution.
Cuatro lunas est un film mexicain réalisé par Sergio Tovar Velarde, sorti en 2014.

## Synopsis
Le film raconte les histoires croisés de trois hommes et un adolescent homosexuels.

## Fiche technique
- Titre : Cuatro lunas
- Titre anglais : Four Moons
- Réalisation : Sergio Tovar Velarde
- Scénario : Anibal Astorga et Sergio Tovar Velarde
- Musique : Enrique Espinosa
- Photographie : Yannick Nolin
- Montage : Max Blasquez et Sergio Tovar Velarde
- Production : Edgar Barrón
- Société de production : ATKO Films, Los Güeros Films, Projet Kinomada, Color Space, SkyFlak Studio et The Basulto Company
- Pays :  Mexique
- Genre : Drame et romance
- Durée : 110 minutes
- Dates de sortie : 
  -  Mexique : 25 mars 2014 (Festival international du film de Guadalajara)

## Distribution
- Antonio Velázquez : Hugo
- Alejandro de la Madrid : Andrés
- Cesar Ramos : Fito
- Gustavo Egelhaaf : Leo
- Alonso Echánove : Joaquín Cobo
- Alejandro Belmonte : Gilberto
- Gabriel Santoyo : Mauricio
- Sebastián Rivera : Oliver
- Mónica Dionne : Aurora
- Marta Aura : Petra
- Jorge Luis Moreno : Enrique
- Hugo Catalán : Sebastián
- Alberto Estrella : Joaquín Cobo (voix)
- Astrid Hadad : Alfonsina
- Karina Gidi : Laura
- Juan Manuel Bernal : Héctor
- Marisol Centeno : Mariana
- Martha Claudia Moreno : Luisa
- Luis Arrieta : Alfredo
- Hector Arredondo : le prêtre
- Alejandra Ley : Tania
- Laura de Ita : Amanda
- Joaquín Rodríguez : Braulio
- Ricardo Polanco : Rolando
- Jose Angel Bichir : Pepe Grillo
- Martín Barba : Pepe
- Oscar Olivares : Alejandro
- Renato Bartilotti : Médico
- Mario Sepúlveda : Antonio
- Alessandra Pozzo : Lulú
- Javier Garcimartín : Daniel
- Esteban Monroy : Mario
- Gabriela Ruíz Bautista : Lupita
- Erick Michel Guzmán : Marco
- Rosendo Gázpel : Rafael
- Wolfgang Bischof : David
- Alberto Garmassi : Guillermo
- César Cantelláno : Pablo
- Gustavo Fano : Octavio
- Pedro Halil : Leonel
- Axel Alvarado : Luis
- Gabo Anguiano : Juanito

## Distinctions
Le film a été nommé au prix Ariel du meilleur second rôle pour Alonso Echánove.